# Колорадски бръмбар
Колорадският бръмбар (Leptinotarsa decemlineata) е бръмбар от семейство Листояди (Chrysomelidae).
Народното си название „колорадски“ бръмбарът е получил през 1859 г., след като опустошил картофените полета в американския щат Колорадо, но истинската му родина е Сонорската зоогеографската подобласт в североизточната част на Мексико.

## Разпространение
Колорадският бръмбар е насекомо със завидна екологическа пластичност, специализирано е по отношение на храненето си, като консумира листата на няколко култури от семейство Картофови (Solanaceae) – най-вече картофи, но освен това патладжан, домати, беладона и други. Ето защо, за кратък период от време (петдесетте и шестдесетте години на 20 век) то се разпространи по целия свят.

## Морфология
- Възрастното насекомо. Има продълговато овално тяло, изпъкнало отгоре и сплеснато от долната страна. Основен цвят – ръждиво кафяв до тъмно кафяв. Елитрите са жълтиникави, с 10 надлъжни черни ивици. Главата и гърдите са розовочервени, с черни петна. Гръдният щит има формата на „V“. На дължина достига 20 mm.
- Яйце. Има продълговато овална форма, оранжево червено е с дължина до 1 mm.
- Ларва. Има оранжевочервен цвят на тялото, отгоре е силно изгърбена, с два реда брадавички отстрани и с червена глава. Дълга е около 15 mm.
- Какавида. Оранжевожълта е и дълга до 10 mm.

## Биологични особености в условията на средните ширини
- Колорадският бръмбар развива 2 – 3 поколения годишно, като презимува като възрастно насекомо в почвата на дълбочина от 30 cm до 1 m.
- Презимувалите бръмбари излизат на повърхността при затопляне на времето и започват да се хранят от дивите видове от семейство Картофови, след което преминават по поникналите картофи. Узряват полово за около седмица след излизане на повърхността, след което копулират.
- Женските индивиди снасят 400 – 600 яйца (отчетен е максимум от 2400 яйца), по долната страна на листата, на групички по 15 – 30 яйца. В зависимост от температурата на въздуха зародишът се развива за 4 – 21 дни.
- Излюпените ларви отначало се хранят около мястото на излюпване, като изгризват долния епидермис на паренхима, след това нападат връхните листа, а по-късно унищожават всички листа на нападнатото растение.
- Ларвите се развиват за 2 – 3 седмици и преминават в почвата, в която правят камерки и какавидират в тях. След 7 – 15 дни се появяват новите бръмбари, от които се развива последователно второ и трето поколение. Бръмбарите от последното поколение остават в почвата и презимуват.

## Разпространение
- Разпространение на колорадския бръмбар в северните щати на САЩ.
- Разпространение на колорадския бръмбар в Европа.